# Chapelle Saint-Géniès de Laudun-l'Ardoise
La chapelle Saint-Géniès est une chapelle romane située à Laudun-l'Ardoise dans le département français du Gard en région Occitanie.

## Localisation
La chapelle, excentrée par rapport au village, se dresse au centre du cimetière de Laudun-l'Ardoise, au sud de la ville, au-delà de la route départementale D9.

## Historique
Le village de Laudun, qui est un ancien vicus gallo-romain, est mentionné sous le nom de Laudunum en 1088 et de Castrum de Lauduno en 1121.
La chapelle Saint-Géniès a été érigée sur le site d'une villa romaine.
Élevée entre le Xe et le XIIe siècle, cette chapelle est en fait l'ancienne église paroissiale du village de Laudun,. Elle est mentionnée en 1384 sous le nom de Sanctus Genesius de Lauduno.
De par sa situation éloignée du bourg médiéval, elle est progressivement abandonnée après la construction de l'église gothique Notre-Dame-la-Neuve au XIVe siècle, mais elle est encore mentionnée sous le nom de Prieuré Sainct-Geniez de Laudun en 1697. Laudun faisait partie de la viguerie de Bagnols et du diocèse d'Uzès: l'évêque d'Uzès avait droit de collation pour le prieuré.
À la suite des destructions opérées aux XVIIIe et XIXe siècles, il ne subsiste plus aujourd'hui de l'édifice que le croisillon sud du transept.
Le culte n'est plus célébré dans la chapelle Saint-Géniès.

## Architecture
La chapelle est édifiée en moellons et est recouverte d'une toiture en bâtière composée de lauzes.
Au sud, la chapelle présente une austère façade, qui est en fait, rappelons-le, la façade sud du transept de l'église paroissiale originelle. Cette façade est percée d'une seule baie cintrée dont les claveaux et les piédroits sont réalisés en pierre de taille.
Au nord, elle est percée d'un grand arc cintré qui assurait en fait la communication entre le bras sud du transept et la nef d'origine, aujourd'hui disparue.
À l'est, la chapelle présente un chevet roman constitué d'une abside semi-circulaire sans autre ornementation qu'une fenêtre axiale cintrée sans ébrasement dont les claveaux et les piédroits sont réalisés en pierre de taille de belle facture, et nettement plus visibles que sur la façade sud.

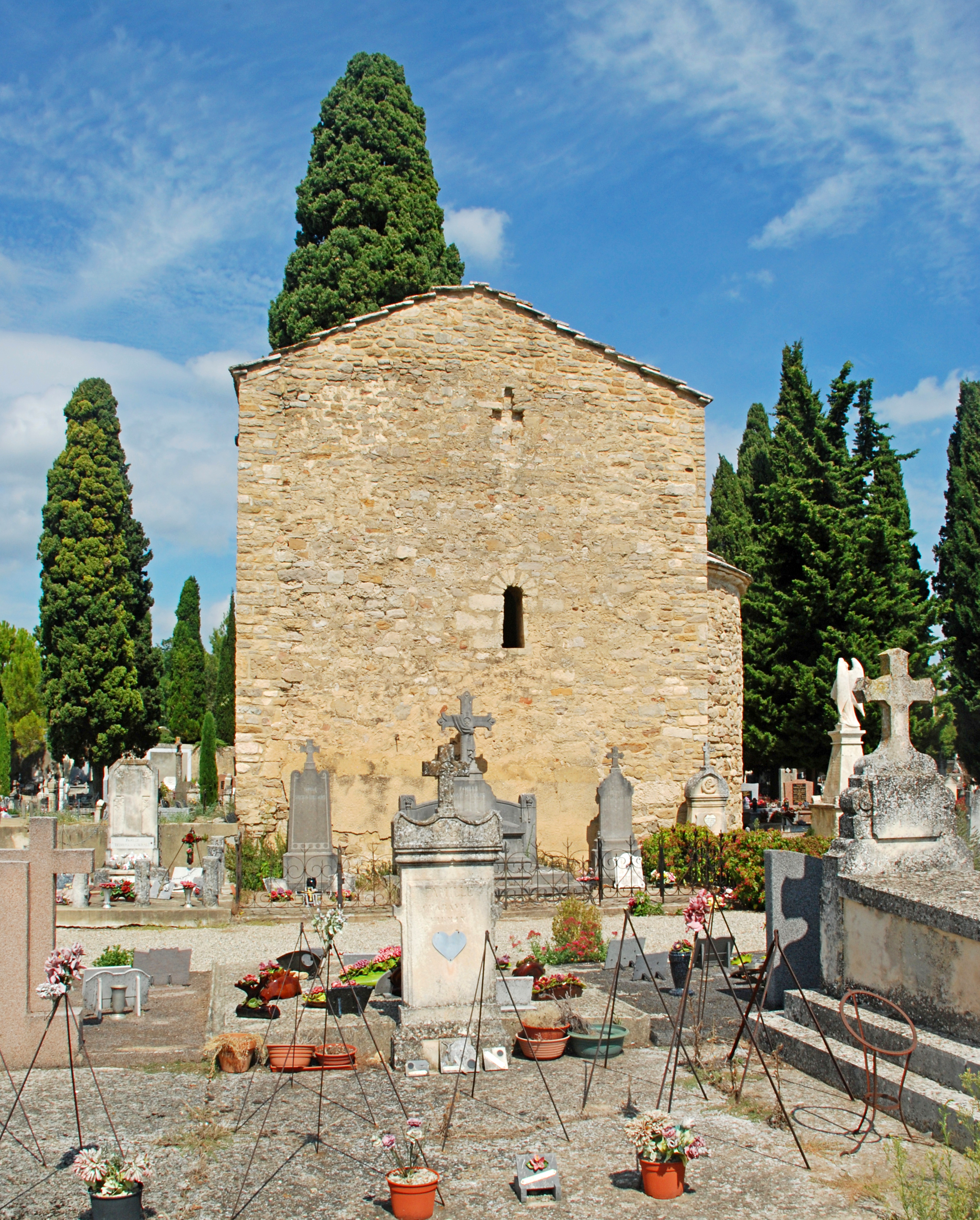
La façade sud.
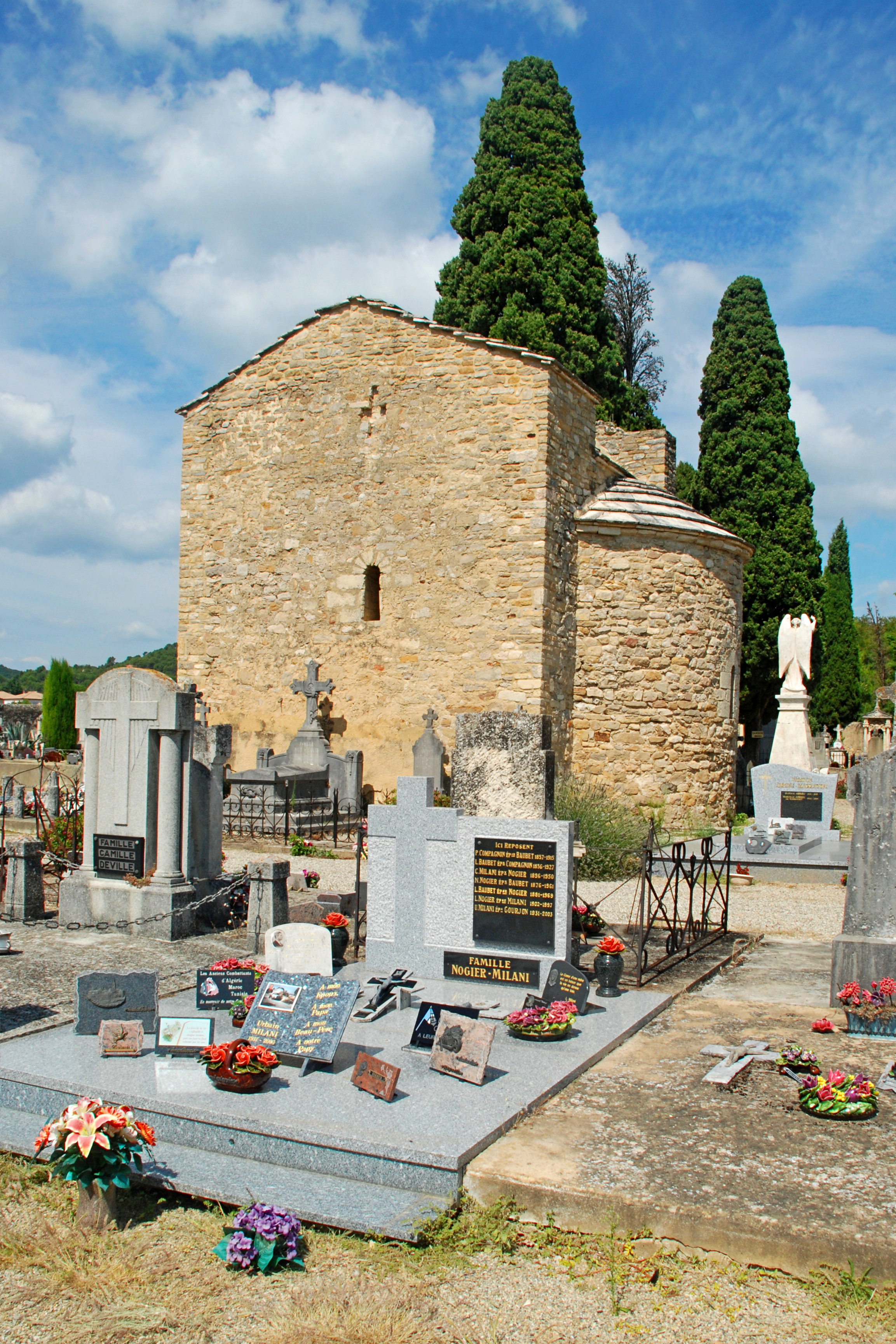
La façade et l'abside.
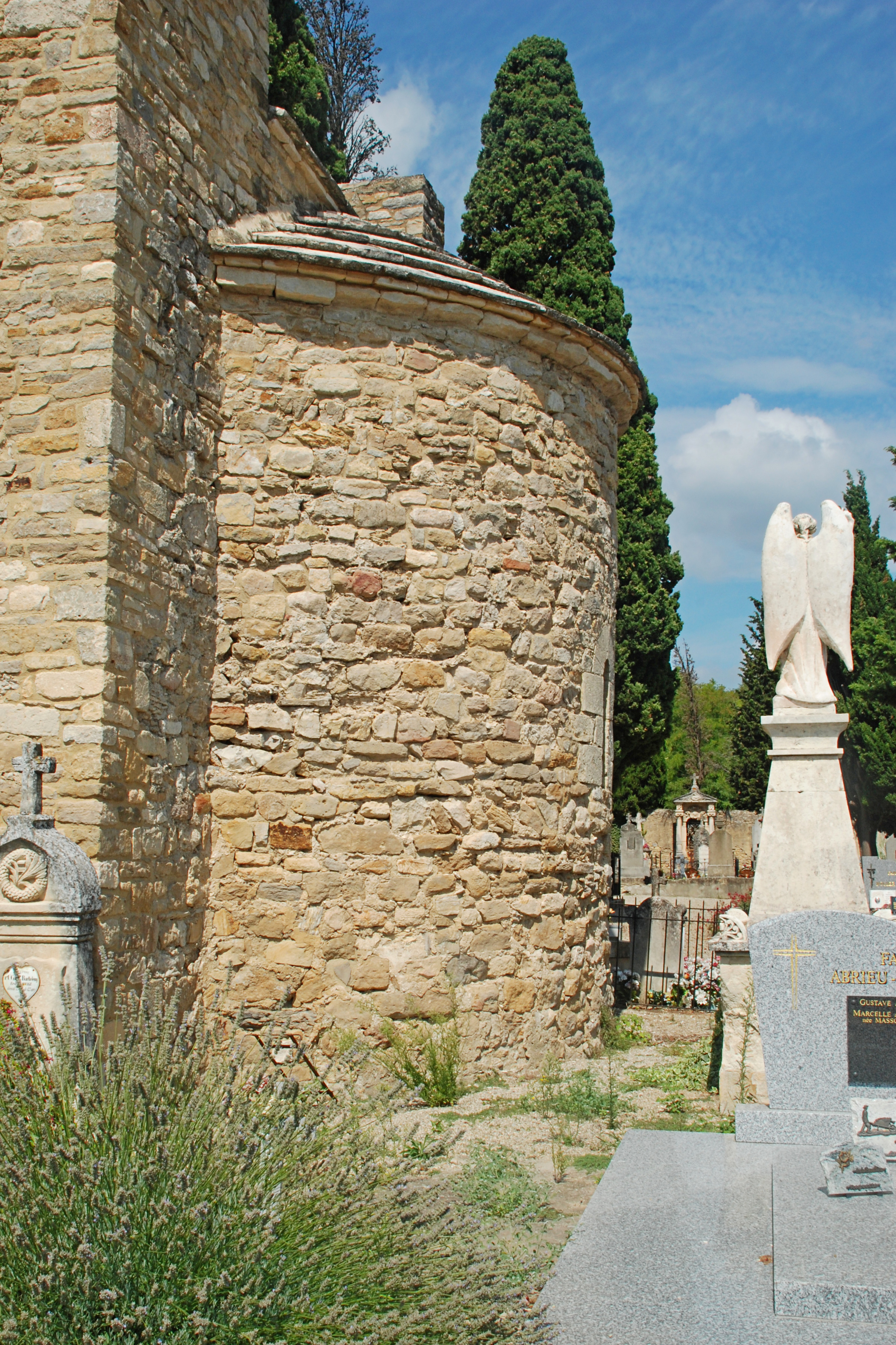
L'abside.
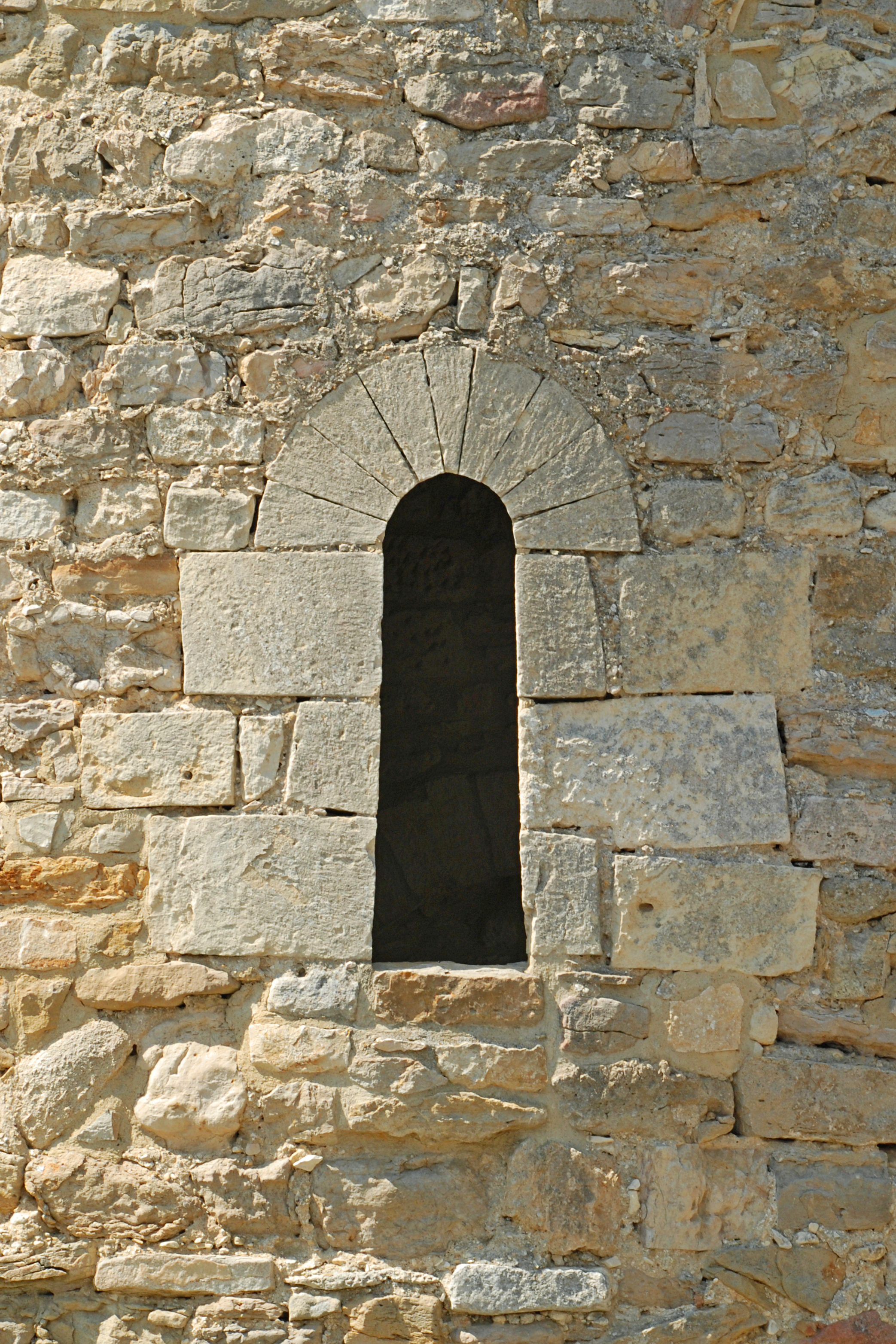
Baie de l'abside.